# ECU '92
ECU'92 (Economie Combinatie Utrecht 1992) is de studievereniging voor alle economie- en bedrijfseconomie-studenten aan de faculteit Rechten, Economie & Bestuur en Organisatiewetenschappen (REBO) van de Universiteit Utrecht.

## Karakteristieken
ECU '92 is een van de grootste studieverenigingen van Utrecht. De vereniging heeft ten doel het behartigen van de belangen van haar leden en het verbreden en verdiepen van hun inzicht in de economie en wat daarmee verband houdt. Om dit doel te bereiken organiseert de vereniging sociale, inhoudelijke en carrièregerichte evenementen.

## Geschiedenis
Vanuit de faculteiten van sociale wetenschappen en geografie werd in het academisch jaar 1991/1992 een economieproject gestart in Utrecht. Als gevolg hiervan werd op 24 maart 1992 Economie Combinatie Utrecht 1992 opgericht tijdens de eerste algemene ledenvergadering in de Bondsraadzaal van het Nationaal Vakbondsmuseum.
In de loop der jaren is ECU '92 van een kleine vereniging uitgegroeid tot een van de grootste studieverenigingen in Utrecht. In het jaar 2000 wordt de Utrecht University School of Economics (USE) opgericht en krijgt de Universiteit Utrecht een zelfstandige Economie studierichting. De oprichting van USE zorgt voor een grote toename van het aantal leden van ECU '92. Gesteund door de opleiding, maakt ECU '92 vanaf deze periode meerdere professionaliseringsslagen. De professionalisering en de toename in het aantal leden zorgen ervoor dat in 2003 ECU '92 een tweede kamer toegewezen krijgt op het University College terrein, gebouw U. Onderwijl is de andere kamer van ECU '92 via Pnyx en Vredenburg naar Janskerkhof verhuisd. In 2011 verhuist de inmiddels naar Economie & Bedrijfseconomie hernoemde studie in z’n geheel naar het University College terrein, alsmede de andere kamer van ECU '92. Anno 2015 bevindt de vereniging zich op de oude militaire kazerne, tegenwoordig University College Utrecht (UCU) genoemd.